# Meidericher Spielverein Duisburg 1990-1991
Questa voce raccoglie le informazioni riguardanti il Meidericher Spielverein Duisburg nelle competizioni ufficiali della stagione 1990-1991.

## Stagione
Nella stagione 1990-1991 il Duisburg, allenato da Willibert Kremer, concluse il campionato di 2. Bundesliga al 2º posto. In Coppa di Germania il Duisburg fu eliminato in semifinale dal Colonia.

## Rosa
| N. |                     | Ruolo | Calciatore         |
| -- | ------------------- | ----- | ------------------ |
| 2  | Germania (bandiera) | D     | Joachim Hopp       |
|    | Germania (bandiera) | P     | Ralf Kellermann    |
|    | Germania (bandiera) | P     | Heribert Macherey  |
|    | Svizzera (bandiera) | D     | Massimo Mariotti   |
|    | Germania (bandiera) | D     | Patrick Notthoff   |
|    | Germania (bandiera) | D     | Michael Struckmann |
|    | Germania (bandiera) | D     | Lothar Woelk       |
|    | Marocco (bandiera)  | C     | Rachid Azzouzi     |
|    | Germania (bandiera) | C     | Jörg Beyel         |
|    | Germania (bandiera) | C     | Dirk Bremser       |

| N. |                     | Ruolo | Calciatore             |
| -- | ------------------- | ----- | ---------------------- |
|    | Italia (bandiera)   | C     | Pietro Callea          |
|    | Germania (bandiera) | C     | Uwe Kober              |
|    | Germania (bandiera) | C     | Toni Puszamszies       |
|    | Germania (bandiera) | C     | Franz-Josef Steininger |
|    | Germania (bandiera) | C     | Michael Tarnat         |
|    | Ungheria (bandiera) | A     | Gyula Hajszán          |
|    | Polonia (bandiera)  | A     | Wojciech Kałuzny       |
|    | Germania (bandiera) | A     | Ewald Lienen           |
|    | Germania (bandiera) | A     | Ferenc Schmidt         |
|    | Germania (bandiera) | A     | Michael Tönnies        |

## Organigramma societario
Area tecnica
- Allenatore: Willibert Kremer
- Allenatore in seconda:
- Preparatore dei portieri:
- Preparatori atletici:

## Calciomercato

### Sessione estiva
| Acquisti | Acquisti       | Acquisti             | Acquisti |
| R.       | Nome           | da                   | Modalità |
| -------- | -------------- | -------------------- | -------- |
| C        | Jörg Beyel     | Alemannia Aquisgrana |          |
| C        | Dirk Bremser   | Preußen Münster      |          |
| D        | Joachim Hopp   | Duisburg II          |          |
| D        | Marco Köller   | BFC Dynamo           |          |
| C        | Michael Tarnat | SV Hilden-Nord       |          |

| Cessioni | Cessioni       | Cessioni  | Cessioni |
| R.       | Nome           | a         | Modalità |
| -------- | -------------- | --------- | -------- |
| D        | Oswald Semlits | Osnabrück |          |

### Sessione invernale
| Acquisti | Acquisti | Acquisti | Acquisti |
| R.       | Nome     | da       | Modalità |
| -------- | -------- | -------- | -------- |

| Cessioni | Cessioni      | Cessioni      | Cessioni |
| R.       | Nome          | a             | Modalità |
| -------- | ------------- | ------------- | -------- |
| A        | Günter Thiele | Union Berlino |          |

## Risultati

### 2. Bundesliga

#### Girone di andata
| Arbitro: | Dellwing |

|                             |           |                                        |
| Tönnies 3’, 75’ Bremser 44’ | Marcatori | 24’ Schuster 29’ Holze 78’ Buchheister |

| Arbitro: | Steinborn |

|  |           |                        |
|  | Marcatori | 53’ Tönnies 84’ Tarnat |

| Arbitro: | Domberg |

|                              |           |  |
| Tönnies 63’, 78’ Schmidt 72’ | Marcatori |  |

| Arbitro: | Kuhne |

|  |           |                                                                           |
|  | Marcatori | 31’ Struckmann 37’ Tarnat 41’ Lienen 49’ Tönnies 59’ Notthoff 90’ Bremser |

| Arbitro: | Strigel |

|  |           |            |
|  | Marcatori | 5’ Tönnies |

| Arbitro: | Wippermann |

|             |           |           |
| Tönnies 44’ | Marcatori | 24’ Wörns |

| Arbitro: | Holst |

|                |           |  |
| Sendscheid 15’ | Marcatori |  |

| Arbitro: | Fröhlich |

|                        |           |  |
| Schmidt 40’ Tarnat 86’ | Marcatori |  |

| Arbitro: | Scheuerer |

|                          |           |            |
| Hetmański 39’ Maciel 48’ | Marcatori | 8’ Tönnies |

| Arbitro: | Strampe |

|                                                    |           |  |
| Römer 11’ (aut.) Tönnies 39’, 78’ Schmidt 71’, 76’ | Marcatori |  |

| Arbitro: | Best |

|             |           |           |
| Rusayev 62’ | Marcatori | 66’ Woelk |

| Arbitro: | Amerell |

|                                   |           |               |
| Schmidt 28’, 77’, 82’ Tönnies 75’ | Marcatori | 25’, 90’ Grün |

| Arbitro: | Rubel |

|  |           |                       |
|  | Marcatori | 64’ Kober 88’ Tönnies |

| Arbitro: | Brückner |

|                  |           |  |
| Tönnies 40’, 67’ | Marcatori |  |

| Arbitro: | Brückner |

|                    |           |                  |
| Friz 5’ Lottner 7’ | Marcatori | 39’, 66’ Tönnies |

| Arbitro: | Gangkofer |

|                                            |           |                         |
| Tönnies 8’, 81’ Struckmann 20’ Hajszán 77’ | Marcatori | 51’ Helmig 75’ Landgraf |

| Arbitro: | Feistner |

|                             |           |                                |
| Baier 24’ (rig.) Täuber 77’ | Marcatori | 33’ (rig.) Tönnies 80’ Hajszán |

| Arbitro: | Lehnardt |

|             |           |  |
| Tönnies 34’ | Marcatori |  |

| Arbitro: | Best |

|                      |           |                       |
| Adler 56’ Markov 88’ | Marcatori | 72’ Beyel 84’ Tönnies |

#### Girone di ritorno
| Arbitro: | Schmidhuber |

|                   |           |           |
| Geilenkirchen 53’ | Marcatori | 57’ Kober |

| Arbitro: | Birlenbach |

|                        |           |           |
| Notthoff 88’ Beyel 90’ | Marcatori | 10’ Igler |

| Arbitro: | Gochermann |

|            |           |             |
| Müller 90’ | Marcatori | 90’ Tönnies |

| Arbitro: | Assenmacher |

|                              |           |             |
| Steininger 6’ Struckmann 88’ | Marcatori | 63’ Schürer |

| Arbitro: | Albrecht |

|                                           |           |  |
| Tönnies 50’ Struckmann 52’ Kober 78’, 84’ | Marcatori |  |

| Arbitro: | Wiesel |

|                                               |           |  |
| Müller 57’ Hecking 68’, 90’ (rig.) Naawuh 88’ | Marcatori |  |

| Arbitro: | Neuner |

|            |           |              |
| Lienen 43’ | Marcatori | 11’ Borodjuk |

| Arbitro: | Strampe |

|                   |           |  |
| Moutas 59’ (rig.) | Marcatori |  |

| Arbitro: | Kuhne |

|                                            |           |  |
| Tönnies 3’, 84’ Schmidt 50’ Steininger 58’ | Marcatori |  |

| Arbitro: | Berg |

|                         |           |  |
| Edelmann 64’ Kügler 90’ | Marcatori |  |

| Arbitro: | Theobald |

|             |           |  |
| Bremser 76’ | Marcatori |  |

| Arbitro: | Buchhart |

|                        |           |  |
| Heisig 4’ Heemsoth 18’ | Marcatori |  |

| Arbitro: | Wippermann |

|             |           |  |
| Bremser 44’ | Marcatori |  |

| Arbitro: | Lehnardt |

|           |           |                |
| Klopp 23’ | Marcatori | 29’ Struckmann |

| Arbitro: | Rubel |

|                                              |           |  |
| Tarnat 31’ Struckmann 35’ Bremser 47’ (rig.) | Marcatori |  |

| Arbitro: | Brückner |

|          |           |            |
| Serr 13’ | Marcatori | 37’ Lienen |

| Arbitro: | Holst |

|                  |           |  |
| Tönnies 43’, 74’ | Marcatori |  |

| Arbitro: | Amerell |

|  |           |                |
|  | Marcatori | 56’ Struckmann |

| Arbitro: | Mierswa |

|             |           |  |
| Tönnies 86’ | Marcatori |  |

### Coppa di Germania
| Arbitro: | Albrecht |

|  |           |                            |
|  | Marcatori | 80’ Struckmann 89’ Tönnies |

| Arbitro: | Steinborn |

|           |           |                       |
| Gries 61’ | Marcatori | 30’ Schmidt 41’ Woelk |

| Arbitro: | Fux |

|                                      |           |                |
| Tönnies 35’ (rig.), 68’ (rig.), 109’ | Marcatori | 16’, 76’ Adler |

| Arbitro: | Mierswa |

|              |           |                                               |
| Witeczek 81’ | Marcatori | 36’, 85’ (rig.) Tönnies 76’ Tarnat 86’ Lienen |

| Duisburg 23 aprile 1991, ore 20:00 CEST Semifinale | Duisburg   | 0 – 0 (d.t.s.) referto | Colonia | Wedaustadion (30 600 spett.)\| Arbitro: \| Tritschler \| |
| Arbitro:                                           | Tritschler |                        |         |                                                          |

| Arbitro: | Merk |

|                                    |           |  |
| Higl 30’ Ordenewitz 49’ Banach 90’ | Marcatori |  |

## Statistiche

### Statistiche di squadra
| Competizione      | Punti | In casa | In casa | In casa | In casa | In casa | In casa | In trasferta | In trasferta | In trasferta | In trasferta | In trasferta | In trasferta | Totale | Totale | Totale | Totale | Totale | Totale | DR  |
| Competizione      | Punti | G       | V       | N       | P       | Gf      | Gs      | G            | V            | N            | P            | Gf           | Gs           | G      | V      | N      | P      | Gf     | Gs     | DR  |
| ----------------- | ----- | ------- | ------- | ------- | ------- | ------- | ------- | ------------ | ------------ | ------------ | ------------ | ------------ | ------------ | ------ | ------ | ------ | ------ | ------ | ------ | --- |
| 2. Bundesliga     | 53    | 19      | 16      | 3       | 0       | 46      | 11      | 19           | 5            | 8            | 6            | 24           | 23           | 38     | 21     | 11     | 6      | 70     | 34     | +36 |
| Coppa di Germania | -     | 2       | 1       | 1       | 0       | 3       | 2       | 4            | 3            | 0            | 1            | 8            | 5            | 6      | 4      | 1      | 1      | 11     | 7      | +4  |
| Totale            | 53    | 21      | 17      | 4       | 0       | 49      | 13      | 23           | 8            | 8            | 7            | 32           | 28           | 44     | 25     | 12     | 7      | 81     | 41     | +40 |

### Andamento in campionato
| Giornata  | 1  | 2 | 3 | 4 | 5 | 6 | 7 | 8 | 9 | 10 | 11 | 12 | 13 | 14 | 15 | 16 | 17 | 18 | 19 | 20 | 21 | 22 | 23 | 24 | 25 | 26 | 27 | 28 | 29 | 30 | 31 | 32 | 33 | 34 | 35 | 36 | 37 | 38 |
| --------- | -- | - | - | - | - | - | - | - | - | -- | -- | -- | -- | -- | -- | -- | -- | -- | -- | -- | -- | -- | -- | -- | -- | -- | -- | -- | -- | -- | -- | -- | -- | -- | -- | -- | -- | -- |
| Luogo     | C  | T | C | T | T | C | T | C | T | C  | T  | C  | T  | C  | T  | C  | T  | C  | T  | T  | C  | T  | C  | C  | T  | C  | T  | C  | T  | C  | T  | C  | T  | C  | T  | C  | T  | C  |
| Risultato | N  | V | V | V | V | N | P | V | P | V  | N  | V  | V  | V  | N  | V  | N  | V  | N  | N  | V  | N  | V  | V  | P  | N  | P  | V  | P  | V  | P  | V  | N  | V  | N  | V  | V  | V  |
| Posizione | 10 | 4 | 3 | 2 | 2 | 2 | 3 | 2 | 3 | 3  | 3  | 3  | 2  | 2  | 1  | 1  | 1  | 1  | 1  | 1  | 1  | 1  | 1  | 1  | 2  | 3  | 3  | 3  | 3  | 3  | 3  | 2  | 2  | 2  | 2  | 2  | 2  | 2  |

Legenda:

Luogo: C = Casa; T = Trasferta. Risultato: V = Vittoria; N = Pareggio; P = Sconfitta.

### Statistiche dei giocatori
!! colspan="4" | Totale

| Giocatore      | 2. Bundesliga | 2. Bundesliga | 2. Bundesliga | 2. Bundesliga | Coppa di Germania R. Azzouzi | Coppa di Germania R. Azzouzi | Coppa di Germania R. Azzouzi | Coppa di Germania R. Azzouzi | 11       | 0    | 1           | 0          | 1 | 0 | 0 | 0 | 12 | 0 | 1 | 0 |
| Giocatore      | Presenze      | Reti          | Ammonizioni   | Espulsioni    | Presenze                     | Reti                         | Ammonizioni                  | Espulsioni                   | Presenze | Reti | Ammonizioni | Espulsioni |   |   |   |   |    |   |   |   |
| J. Beyel       | 15            | 2             | 0             | 0             | 0                            | 0                            | 0                            | 0                            | 15       | 2    | 0           | 0          |   |   |   |   |    |   |   |   |
| D. Bremser     | 36            | 5             | 5             | 0             | 6                            | 0                            | 1                            | 0                            | 42       | 5    | 6           | 0          |   |   |   |   |    |   |   |   |
| P. Callea      | 3             | 0             | 0             | 0             | 0                            | 0                            | 0                            | 0                            | 3        | 0    | 0           | 0          |   |   |   |   |    |   |   |   |
| G. Hajszán     | 22            | 2             | 1             | 0             | 5                            | 0                            | 0                            | 0                            | 27       | 2    | 1           | 0          |   |   |   |   |    |   |   |   |
| J. Hopp        | 1             | 0             | 0             | 0             | 0                            | 0                            | 0                            | 0                            | 1        | 0    | 0           | 0          |   |   |   |   |    |   |   |   |
| W. Kałuzny     | 5             | 0             | 1             | 0             | 2                            | 0                            | 0                            | 0                            | 7        | 0    | 1           | 0          |   |   |   |   |    |   |   |   |
| R. Kellermann  | 1             | 0             | 0             | 0             | 0                            | 0                            | 0                            | 0                            | 1        | 0    | 0           | 0          |   |   |   |   |    |   |   |   |
| U. Kober       | 33            | 4             | 2             | 0             | 5                            | 0                            | 0                            | 0                            | 38       | 4    | 2           | 0          |   |   |   |   |    |   |   |   |
| M. Köller      | 7             | 0             | 0             | 0             | 1                            | 0                            | 0                            | 0                            | 8        | 0    | 0           | 0          |   |   |   |   |    |   |   |   |
| E. Lienen      | 38            | 3             | 1             | 0             | 6                            | 1                            | 1                            | 0                            | 44       | 4    | 2           | 0          |   |   |   |   |    |   |   |   |
| H. Macherey    | 37            | 0             | 0             | 0             | 6                            | 0                            | 0                            | 0                            | 43       | 0    | 0           | 0          |   |   |   |   |    |   |   |   |
| M. Mariotti    | 13            | 0             | 1             | 0             | 4                            | 0                            | 1                            | 0                            | 17       | 0    | 2           | 0          |   |   |   |   |    |   |   |   |
| P. Notthoff    | 33            | 2             | 4             | 0             | 6                            | 0                            | 1                            | 0                            | 39       | 2    | 5           | 0          |   |   |   |   |    |   |   |   |
| T. Puszamszies | 35            | 0             | 6             | 0             | 5                            | 0                            | 3                            | 0                            | 40       | 0    | 9           | 0          |   |   |   |   |    |   |   |   |
| F. Schmidt     | 27            | 8             | 4             | 0             | 4                            | 1                            | 0                            | 0                            | 31       | 9    | 4           | 0          |   |   |   |   |    |   |   |   |
| F. Steininger  | 32            | 2             | 2             | 0             | 4                            | 0                            | 1                            | 0                            | 36       | 2    | 3           | 0          |   |   |   |   |    |   |   |   |
| M. Struckmann  | 34            | 7             | 5             | 0             | 6                            | 1                            | 1                            | 0                            | 40       | 8    | 6           | 0          |   |   |   |   |    |   |   |   |
| M. Tarnat      | 33            | 4             | 6             | 0             | 6                            | 1                            | 0                            | 0                            | 39       | 5    | 6           | 0          |   |   |   |   |    |   |   |   |
| M. Tönnies     | 34            | 29            | 4             | 0             | 4                            | 6                            | 0                            | 0                            | 38       | 35   | 4           | 0          |   |   |   |   |    |   |   |   |
| L. Woelk       | 32            | 1             | 11            | 0             | 6                            | 1                            | 0                            | 0                            | 38       | 2    | 11          | 0          |   |   |   |   |    |   |   |   |